# Ryu Kawakami
Ryu Kawakami (川上 竜 Kawakami Ryu?), född 25 oktober 1994 i Fukuoka prefektur, är en japansk fotbollsspelare.
Kawakami började sin karriär 2017 i Fukushima United FC. 2018 flyttade han till Giravanz Kitakyushu.